# امیلی جنایتکار
امیلی جنایتکار (به انگلیسی: Emily the Criminal) یک فیلم جنایی، درام و دلهره‌آور آمریکایی محصول سال ۲۰۲۲ به نویسندگی و کارگردانی جان پتن فورد با بازی آبری پلازا، تئو روسی، مگالین اچیکاوکی و جینا گرشان است. این فیلم برای اولین بار در جشنواره فیلم ساندنس در ۲۴ ژانویه ۲۰۲۲ به نمایش درآمد. فیلم در مجموع نقدهای مثبتی را از منتقدان برای رویدادهای اجتماعی فیلم و بازی پلازا در نقش اصلی دریافت کرد. این فیلم در ۱۲ اوت ۲۰۲۲ توسط ورتیکال انترتینمنت و رودساید اترکشنز در ایالات متحده منتشر می‌شود.

## داستان
امیلی که با بدهی‌های زیادی مواجه شده، درگیر انجام کلاهبرداری با کارت اعتباری می‌شود که او را به دنیای جنایی زیرین لس آنجلس می‌کشاند.

## بازیگران
- آبری پلازا در نقش امیلی بنتو
- تئو روسی در نقش یوسف
- مگالین اچیکاوکی در نقش لیز
- جینا گرشان در نقش آلیس
- جاناتان آویگدوری در نقش خلیل
- برناردو بادییو در نقش خاویر
- براندون اسکلنار در نقش برنت

## تولید
امیلی جنایتکار توسط جان پتن فورد نوشته و کارگردانی شده‌است. تولید فیلم در لس آنجلس انجام شده‌است. در اوت ۲۰۲۱، حضور آبری پلازا، جینا گرشان، مگالین اچیکاوکی و تئو روسی برای بازی در این فیلم تأیید شد. ناتان هالپرن وظیفه ساخت موسیقی فیلم را برعهده داشته‌است.

## انتشار
این فیلم در ۲۴ ژانویه در جشنواره فیلم ساندنس ۲۰۲۲ به نمایش درآمد. در فوریه ۲۰۲۲، ورتیکال انترتینمنت و رودساید اترکشنز حق پخش فیلم را در ایالات متحده و کانادا به دست آوردند و یونیورسال پیکچرز نیز حق توزیع بین‌المللی فیلم را به دست آورد. امیلی قرار است در ۱۲ اوت ۲۰۲۲ منتشر شود.

## بازخوردها
در وب‌سایت جمع‌آوری نقد راتن تومیتوز دارای امتیاز ۹۳ درصد از ۶۹ نقد منتقد، با میانگین امتیاز ۷٫۳ از ۱۰ مثبت هستند.